# Libuše (kněžna)
Libuše (lat. Lubossa) je jedna z dcer vojvody Kroka, mytická česká kněžna a manželka Přemysla Oráče, pramáti dynastie Přemyslovců. Proslula také jako věštkyně a předpověděla slávu města Prahy, které založila. Její příběh je znám v různém podání, především z Kosmovy kroniky z počátku dvanáctého století a z Jiráskových Starých pověstí českých. Její existence není historicky doložena, Palacký její život hypoteticky kladl na počátek 8. století.

## Libušin soud a Přemysl Oráč

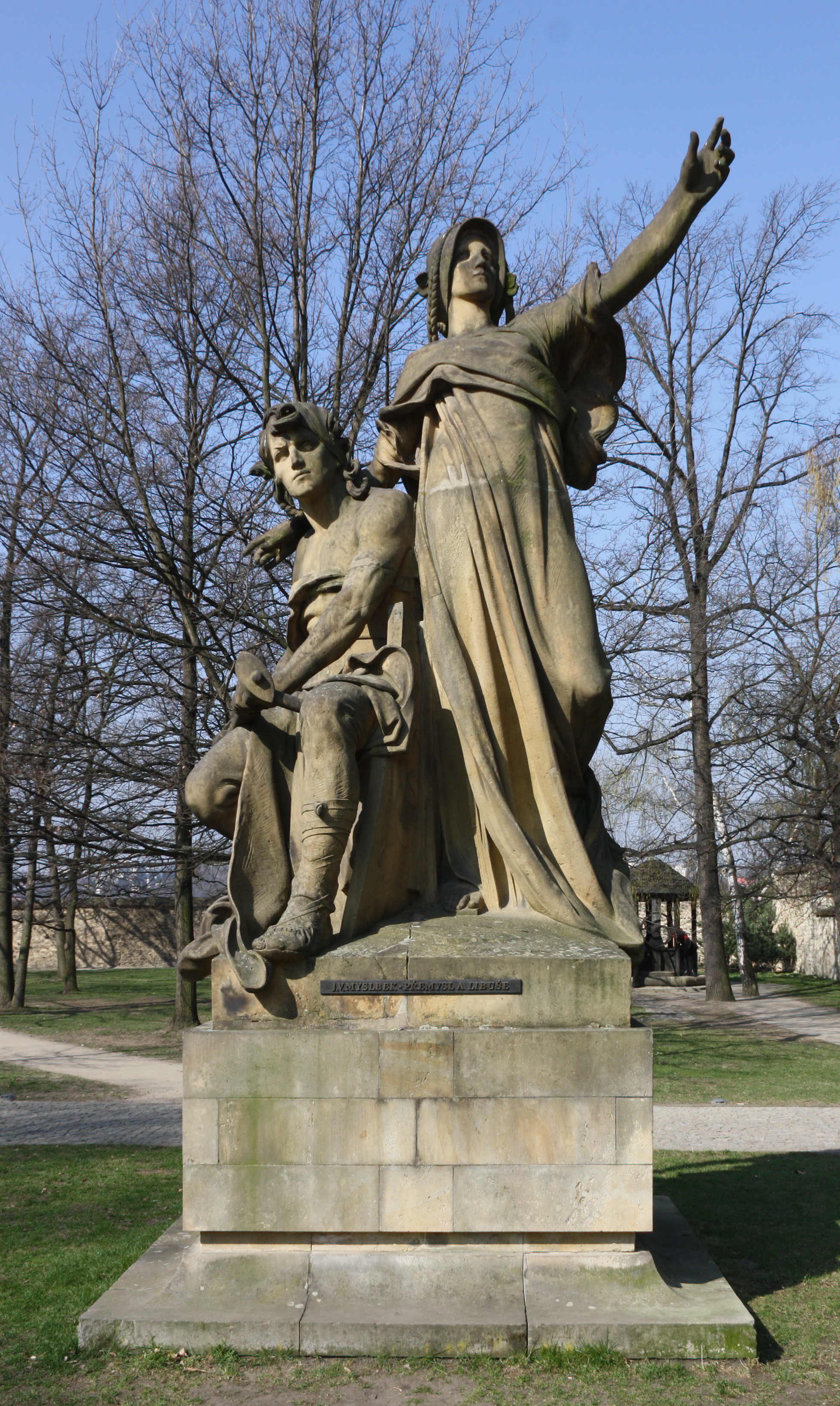
Libuše s Přemyslem a věšteckým gestem. Socha od J. V. Myslbeka 1890, Vyšehradské sady

Stejně jako její otec Krok, tak i Libuše soudila sváry a spory mezi lidmi spravedlivě. Jednou soudila dva sousedy, starosty rodů. Starší bral pole a meze mladšímu. Libuše je rozsoudila ve prospěch mladšího, tomu se děla křivda. Starší muž se rozzlobil, odsoudil vládu ženy a chtěl, aby je soudil muž. 
Libuše se podvolila a řekla vladykům, kde najdou svého nového knížete – že je k němu dovede její kůň a že se jmenuje Přemysl. Kosmas u této příležitosti popírá údajnou pomluvu, že Libuše tajně v noci jezdívala navštěvovat Přemysla. Kůň posly zavedl do vesnice Stadice, u které budoucí vládce oral pole párem volů. Přemysl jako kníže zkrotil lid zákony a uvedl je v poddanství, zemi pak řídil společně s Libuší. Knížecí pár měl, podle velmi pozdní tradice, tři syny: Nezamysla, Radobýla a Lidomíra.

## Libušina proroctví

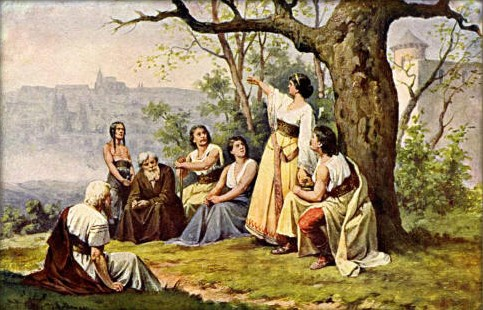
Josef Mathauser - Kněžna Libuše věští slávu Prahy.

Když na Libuši sestoupil věštecký duch, předpovídala lidu budoucnost. Jednou tak předpověděla slávu velikému městu. Popsala jim, kde a za jakých okolností mají hledat to místo a tam postavit hrad. Ten pak na její radu nazvali Praha. Jindy na požádání lidem radila, kde mají hledat ložiska kovů, kterých se v zemi nedostávalo. Viděla v budoucnu mnoho válek a strádání lidu, proto potopila ve Vltavě zlatou kolébku svého syna. Až se kolébka vynoří, nastanou lepší časy.
Léty Libušiny sestry Kazi a Teta zestárly. První zemřela Kazi, po ní Teta, Libuše poslední. Před svou smrtí dala naposledy svolat starosty a vojvody, aby k nim promluvila. Chtěla, aby poslouchali Přemysla a vždy drželi při sobě. Pak zemřela.

## Dívčí válka
Když Libuše zemřela, dívky z její družiny poznaly, že už nemají takovou vážnost, jako měly kdysi. Tak začaly bojovat proti mužům. Vše vedla Vlasta. Dívek a žen přibývalo. Postavily si hrad Děvín. Tam se zabydlely a odtud podnikaly výpady proti mužům. Muži se jim zpočátku vysmívali, až umučení Ctirada je vyburcovalo. Strhla se rozhodující bitva. Vlasta se dostala rychle dopředu mezi muže, ale ostatní dívky jí nestačily. Vlasta padla a pak i všechny ostatní ženy. Hrad Děvín byl spálen a rozmetán a Přemysl zase vládl bez ženy.

## Vývoj pověsti
Poprvé je postava Libuše zachycena ještě jako bezejmenná panna hadačka (lat. „phitonissa virgo“) v Kristiánově legendě z konce 10. století. Podle tzv. Kristiána Češi podle její rady založili Prahu a zvolili si knížetem oráče jménem Přemysl, za kterého se provdala.
| „                     | Leč Slované čeští, pod samým arkturem sídlící, oddáni byli modloslužbě a jako bezuzdný kůň bez zákona, bez knížete nebo vládce, bez města toliko v širém prostoru přebývali, jako nerozumná zvířata sem tam se potulujíce. Posléze ranou morovou jsouce sužováni na jakousi hadačku se podle pověsti obrátili o nadějnou radu a prorockou odpověď. Dostavše ji založili hrad a dali mu jméno Praha. Potom nalezli velmi prozíravého a rozvážného muže, kterýž on vzděláváním polí se zabýval, jménem Přemysl, podle výroku hadaččina knížetem čili správcem si ho ustanovili, davše mu za manželku onu hadačku pannu. | “ |
| — Kristiánova legenda | |   |

Vladimír Karbusický hledal předlohu pro Kosmovu Libuši v Matyldě Toskánské.

## Libuše v umění

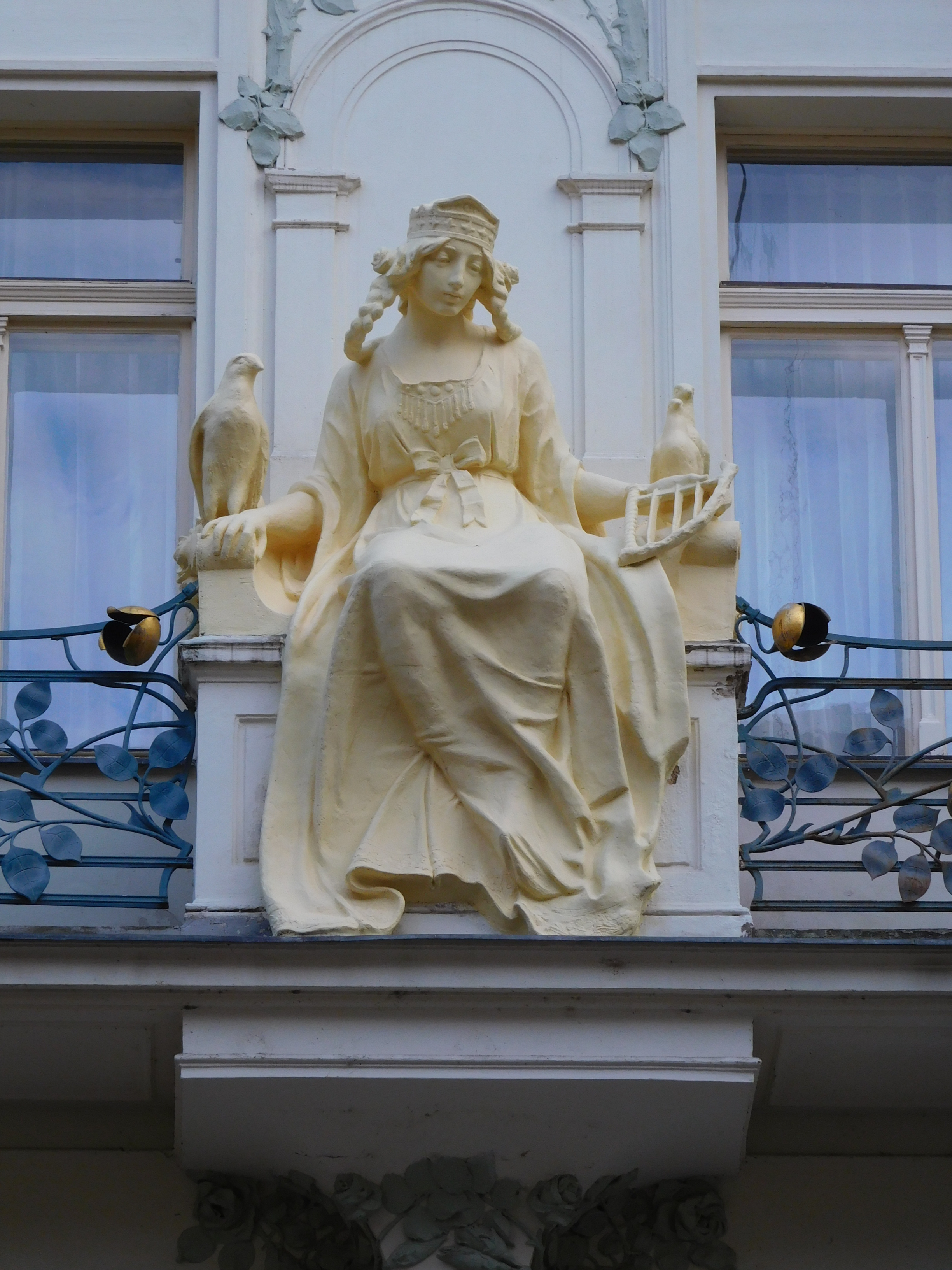
Socha kněžny Libuše v Karlově ulici v Praze

- Rukopis zelenohorský – většinu textu tvoří „Libušin soud“, ve kterém Libuše soudí spor mezi Chrudošem a Šťahlavem; zřejmě falzum starodávného rukopisu vytvořené roku 1817, nejspíše Josefem Lindou a Václavem Hankou
- Libussa – tragédie rakouského spisovatele Franze Grillparzera z 1848
- Libuše – opera Bedřicha Smetany z r. 1872, premiéra 1881 u příležitosti otevření Národního divadla, inspirována především Rukopisem zelenohorským
- Staré pověsti české – populární zpracování pověstí vč. Libuše od Aloise Jiráska, poprvé vydané 1894
- Staré pověsti české – loutkový film Jiřího Trnky z roku 1952, podle Jiráska
- Pole a palisáda – novela Miloše Urbana z r. 2006 inspirována pověstí o Libuši
- Kněžna Libuše (The Pagan Queen) – americko-český film z roku 2009. Hlavními charakteristikami tohoto filmu jsou podle Stanislava Dvořáka „chatrný příběh, neuvěřitelně příšerní herci a ubohá kamera“.[4]

| „                     | Vidím město veliké, jehož sláva bude hvězd se dotýkati. Tam v lese je místo, třicet honů odtud vzdálí, Vltava řeka je obíhá. To na půlnoc ohrazuje potok Brusnice hlubokým ouvalem, na polední pak straně skalnatá hora vedle lesa Strahova. Tam když přijdete, najdete člověka prostřed lesa, an tesá práh domu. I nazvete hrad, jejž postavíte, Prahou. A jakož knížata, vojvodové proti prahu klanějí hlavu, tak budou se klaněti i proti městu mému. Budeť mu čest a chvála a bude slovutno světu. | “ |
| — Staré pověsti české | |   |